# 다쓰타가와역
다쓰타가와역(일본어: 竜田川駅)은 일본 나라현 이코마군 헤구리정에 위치한 긴키 닛폰 철도 이코마 선의 철도역이다. 역 번호는 G 25이며, 상대식 승강장 2면 2선의 구조를 갖춘 지상역이다.

## 이용 현황
- 2005년 11월 8일 : 2,600명
- 2008년 11월 18일 : 2,383명
- 2010년 11월 9일 : 2,213명
- 2012년 11월 13일 : 2,147명
- 2015년 11월 10일 : 2,095명

## 역 주변
- 다쓰타 강
- 쓰바이 성 터

## 역사
- 1926년 11월 1일 : 시기이코마 전철이 헤구리 - 야마시타 간에, 가을 단풍구경이나 버섯을 따러 오는 여객 편의를 위해, 임시역으로서 개업.
- 1930년 12월 19일 : 상설역화.
- 1964년 10월 1일 : 긴키 닛폰 철도가 시기 이코마 전철을 합병. 긴테쓰 이코마 선의 역이 됨.
- 2007년 4월 1일 : PiTaPa 사용 개시.
- 2012년 12월 21일 : 모토야마구치 역, 세야키타구치 역과 함께 종일 무인역화됨.

## 인접 역
| 긴키 닛폰 철도 이코마 선 | 긴키 닛폰 철도 이코마 선 | 긴키 닛폰 철도 이코마 선   |
| ------------------------ | ------------------------ | -------------------------- |
| G24 헤구리 이코마 방면   | G 이코마 선              | 세야키타구치 G26 오지 방면 |